# Favreuil
Favreuil ist eine französische Gemeinde im Département Pas-de-Calais in der Region Hauts-de-France. Sie gehört zum Kanton Bapaume im Arrondissement Arras.

## Lage
Die Gemeinde Favreuil liegt am Südostrand des Artois, 20 Kilometer südlich von Arras. Durch das Gemeindegebiet von Favreuil führt die Autoroute A1. Nachbargemeinden von Favreuil sind Mory im Norden, Beugnâtre im Osten, Bancourt im Südosten, Bapaume im Süden, im Biefvillers-lès-Bapaume im Südwesten sowie Sapignies im Westen.

## Bevölkerungsentwicklung
| Jahr                       | 1962 | 1968 | 1975 | 1982 | 1990 | 1999 | 2006 | 2013 | 2022 |
| -------------------------- | ---- | ---- | ---- | ---- | ---- | ---- | ---- | ---- | ---- |
| Einwohner                  | 136  | 162  | 138  | 180  | 190  | 242  | 250  | 235  | 237  |
| Quellen: Cassini und INSEE |      |      |      |      |      |      |      |      |      |

## Sehenswürdigkeiten

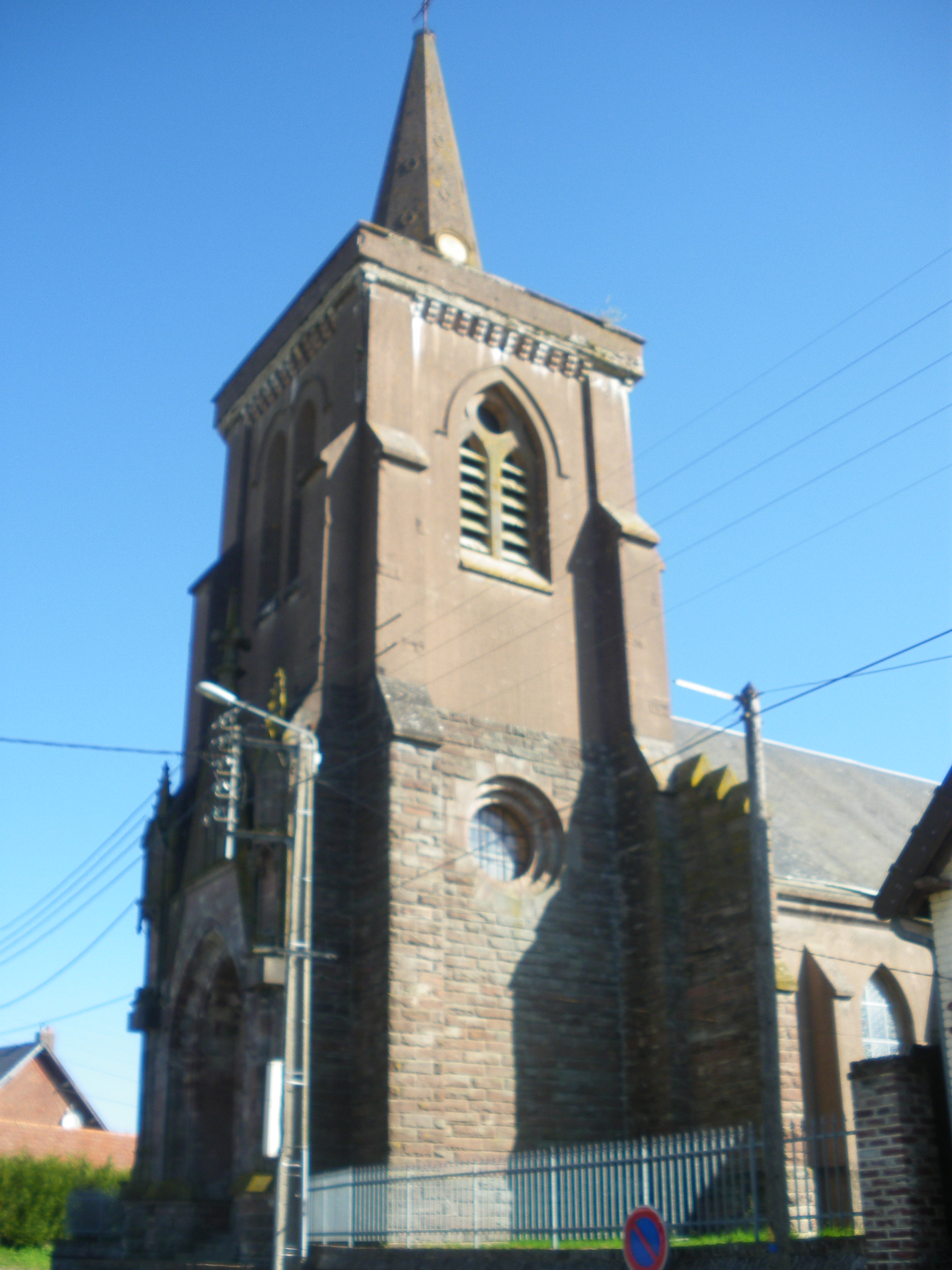
Kirche Saint-Georges
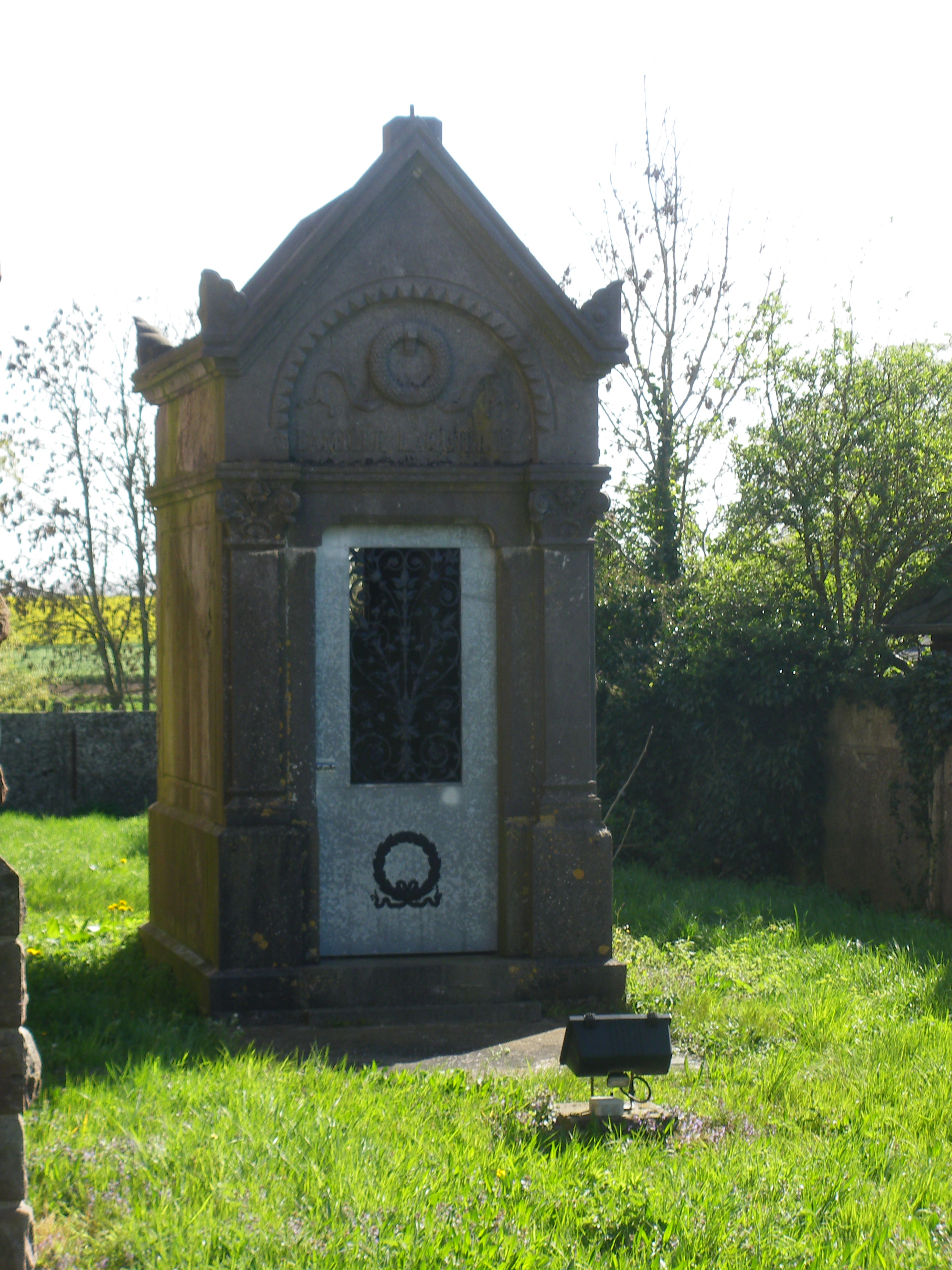
Kapelle in der Rue de Beugnâtre
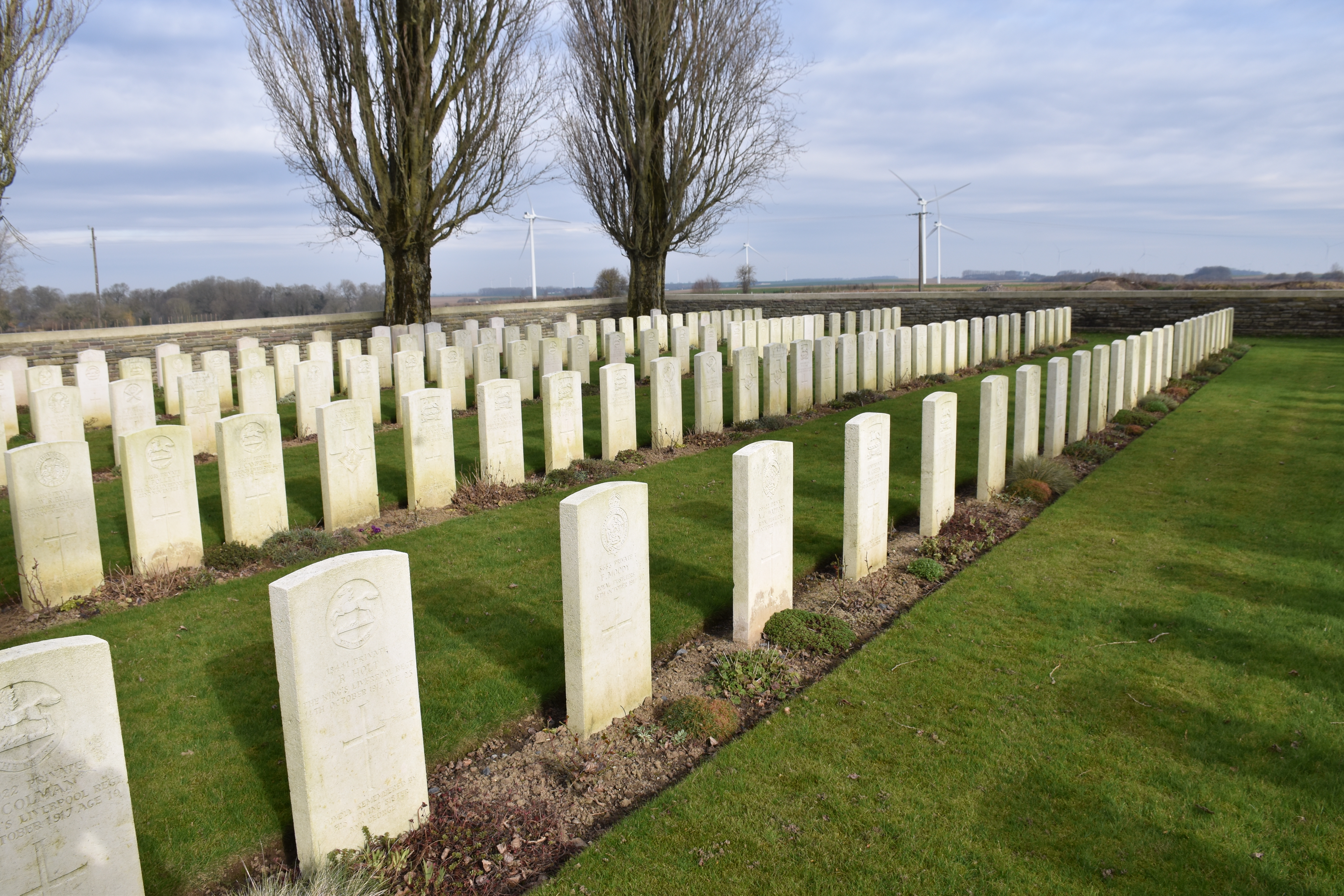
Soldatenfriedhof

- britischer Soldatenfriedhof

- Kirche Saint-Georges
- Kapelle in der Rue de Beugnâtre
- Soldatenfriedhof